# Bischöfliches Studienheim Regina Pacis
Das ab etwa den 1970er Jahren als Studienheim firmierende Bischöfliche Knabenseminar Regina Pacis war bis zu seiner Schließung im Jahr 1984 eine Bildungseinrichtung der Diözese Rottenberg-Stuttgart in Leutkirch im Allgäu. Der aus Jahrhunderte alter Tradition stammende ursprüngliche Auftrag des Knabenseminars, begabte und „berufene“ Knaben durch Bildung und Erziehung für den Priesterberuf zu gewinnen und vorzubereiten wurde im Rahmen der Erweiterung der Zielgruppe verallgemeinert zur Ermöglichung einer christlich fundierten höheren Bildung.

## Geschichte
Bereits in den 1950er Jahren war bedingt durch die Kriegszeiten ein zunehmender Priestermangel in der katholischen Kirche spürbar, der verstärkt wurde durch eine Zersplitterung der gerade im schwäbischen Oberland traditionell sehr stabilen Kirchengemeinden durch die Ansiedlung von Flüchtlingen, aber auch durch die sozialen Auswirkungen des beginnenden Wirtschaftswunders. Neben der Gewinnung von Priesternachwuchs galt es aber auch, bis dahin erst wenig erreichte „Bildungsreserven“ im ländlichen Raum bestmöglich zu erschließen. Beide Interessen führten dazu, dass die damalige Diözese Rottenburg in Ergänzung zu den von Ordensgemeinschaften getragenen Internatsschulen sich für die Einrichtung eines damals 3. bischöflichen Knabenseminars in Leutkirch entschied.
Im Gegensatz zu allen anderen vergleichbaren Bildungsangeboten in der Region, die alle in historischen Gemäuern untergebracht waren, war hier am südlichen Stadtrand von Leutkirch ein vollständiger Neubau geplant, der auch den Anforderungen einer zeitgemäßen Pädagogik gerecht werden sollte. Vorgesehen waren für das Knabenseminar wie üblich 5 Jahrgangsstufen mit jeweils 20 Plätzen. Neben den Schlafräumen mit 6-8-Bett-Zimmern und großen Gemeinschaftswaschräumen gab es „Studierräume“, Gruppen- und Musikräume, einen großen Festsaal und einen Speisesaal. Für die religiöse Beheimatung wurde eine eigene geräumige Kapelle errichtet, in der es sogar eine zweimanualige kleine Orgel gab. Täglich feierte die Hausgemeinschaft dort – vor Frühstück und Schulbesuch – die heilige Messe und beendete den Tag mit einem Abendgebet. Für sportliche Aktivitäten gab es im Kellergeschoss ein kleines Schwimmbad, im Innenhof einen großen Hartplatz und dazu auch ein großes hauseigenes Sportgelände.
Das unter den Schutz der Friedenskönigin (Regina Pacis) Maria gestellte neue Knabenseminar  nahm mit dem Schuljahr 1957/58 seinen Betrieb auf, zunächst provisorisch in den Räumen der Leutkircher Annapflege. Erst am 4. Mai 1958 konnte dann der aus Oberschwaben stammende Bischof Carl Joseph Leiprecht den Neubau feierlich einweihen. Das neue Haus fand in den ersten Jahren großes Interesse, sodass Anfang der 1960er Jahre bereits bis zu 130 Schüler im Haus lebten und alle Platzreserven damit in Anspruch genommen waren. Nicht zuletzt die gerade in Oberschwaben sehr intensive verkehrstechnische Erschließung des ländlichen Raums und der Neubau vieler zentraler öffentlicher Bildungseinrichtungen führte aber schon Anfang der 1970er Jahre dazu, dass die Nachfrage nach einer Internatserziehung deutlich zurückging, sodass das Knabenseminar schließlich 1984 aus Kostengründen geschlossen wurde. Nach einer Modernisierung wird das Haus seit 1987 als Tagungshaus Regina Pacis weiterbetrieben, als eines von damals 16 Tagungshäusern der Diözese Rottenberg-Stuttgart.

## Struktur
Bereits seit dem Konzil von Triest sieht sich die Kirche dazu verpflichtet, einen hinreichend gebildeten und religiös erzogenen Priesternachwuchs zu gewährleisten. Zu diesem Zweck wurden Internatsschulen eingerichtet, die sog. Knaben- oder Studienseminare. Diese Tradition wurde nach der Reformation auch von der evangelischen Kirche weitergeführt.
Geleitet wurden dieses Seminare immer von Priestern; dies war auch beim Knabenseminar Regina Pacis so. Die Funktionsbezeichnung für diese Leitung war die eines Rektors oder Präfekten. Als Präfekten tätig waren
- Otto	Baur 4/1957 – 5/1961[1][2]
- Franz	Scheffold 1961 – 1962
- Josef	Schupp 1962–1967
- Werner	Redies 1967 – 1975
- Josef	Lorinser 1975 – 1984

Den Präfekten zugeordnet waren in Leutkirch jeweils 1 bis 2 Hilfspräfekten; dies waren häufig theologisch gebildete Menschen, die aber auch oft schwere Lebenskrisen durchlebt hatten und gerade dadurch vielfältige Anregungen geben konnten. Die gesamte hauswirtschaftliche Versorgung wurde von 5 bis 6 Vinzentinerinnen aus dem Kloster Untermarchtal übernommen. Diese Schwestern waren besonders für die jüngeren Schüler bei Heimweh oder leichteren Erkrankungen ein bescheidener Mutterersatz; für manchen wurde das Stückchen Würfelzucker mit einem Tropfen Melissengeist zum halt gebenden Einschlafmittel.
In den Anfangsjahren gab es noch ein vom jeweiligen Ortspfarrer verantwortetes Aufnahmeverfahren mit einem 2½-tägigen Prüfungsritual, bei dem v. a. die charakterliche Eignung beurteilt und zu befürchtende pädagogische Probleme erkannt werden sollten. Der „Pensionspreis“ für den Internatsaufenthalt betrug anfangs 750 DM im Jahr.

## Schulischer Weg
In den ersten Jahren war zum Internatseintritt die Schulanmeldung zum Gymnasium Voraussetzung. Die Schüler besuchten das nahegelegene Progymnasium Leutkirch bzw. in späteren Jahren auch die Realschule. Für die Gymnasiasten endete der Seminaraufenthalt in Leutkirch am Ende der 9. Klasse; im Anschluss konnten diese Schüler auf eines der kirchlichen Konvikte wechseln. Für die in späteren Jahren ebenfalls aufgenommenen Realschüler endete der Aufenthalt im Seminar normalerweise mit der „mittleren Reife“.

## Pädagogische Arbeit und Rezeption
Ganz unabhängig davon, dass insbesondere die ersten Präfekten Otto Baur und Josef Schupp jeweils charismatische Persönlichkeiten waren, werden Atmosphäre und pädagogischer Stil des Knabenseminars wohl am augenfälligsten beim Blick auf das ursprüngliche Aufnahmeritual und auf die Schwerpunkte der mindestens jährlichen Hausberichte:
- der Aufnahmeantrag konnte in den Anfangsjahren nur vom zuständigen Ortspfarrer gestellt werden, der auch den religiösen Geist der Familie beurteilte und das gesamte (religiöse) Verhalten des	Schülers in den Ferienzeiten gewährleisten sollte. Die Eltern	waren nur nachrangig beteiligt als Hilfskräfte im gemeinsamen Bemühen um Priesternachwuchs.
- In Elternbriefen waren zentrale Themen der bestmögliche schulische Erfolg, die Sicherstellung einer guten religiösen Ordnung (Tagesgebete, Messbesuch, Mission und Opfer) und eines insgesamt	ordentlichen und unauffälligen Verhaltens.

Erst parallel zu den tiefgreifenden innerkirchlichen Veränderungen durch das 2. Vatikanische Konzil (1962–65) wurden auch im Knabenseminar Veränderungen spürbar. Am deutlichsten war dies bei der wachsenden Bedeutung sozialer Kompetenzen der Schüler. Beispielhaft steht dafür das „Projekt Karlishof“, ein ehemaliges Forsthaus in den Zeiler Wäldern, das im Zusammenhang mit dem Neubau der Kartause Marienau abgerissen werden sollte und für die Restnutzung dem Knabenseminar als Wochenendunterkunft zur Verfügung gestellt wurde. Für die Schüler waren die Stunden als Quasi-Selbstversorger dort im Wald, außerhalb ihrer festen Ordnung, aber dennoch als Teil des Seminarlebens, wichtige persönliche und soziale Erfahrungen.
Ein wichtiges Thema war – gerade auch in seiner absoluten Tabuisierung – die pubertäre Sexualität. Für die allermeisten Schüler war ja durch ihre ländliche Herkunft Sexualität bei Mensch und Tier eine fast alltägliche Erfahrung gewesen, die aber mit dem Eintritt ins Knabenseminar nicht nur im Internat, sondern oft auch in der eigenen Familie massiv tabuisiert wurde. Dass es deshalb wie in fast allen Formen einer Heimerziehung auch in Leutkirch zu homoerotischen Spielen zwischen Schülern gekommen ist, sollte angesichts vorherrschender Körperfeindlichkeit und Emotionsabwehr niemand erstaunen. Und natürlich ist nicht auszuschließen, dass im Klima einer übermenschlichen Angst vor den Folgen jeder Entdeckung (für alle (!) Beteiligten die sofortige Beendigung des Seminaraufenthaltes und damit in der Regel auch Abbruch des Gymnasiumbesuchs, aber auch Verachtung und Spott im dörflich-familiären Umfeld) auch gewaltbesetzte Missbrauchserfahrungen erlitten wurden. Zur posthumen Ehrenrettung von Präfekt Baur soll allerdings angemerkt werden, dass die vom Autor Josef Hoben(1954–2012) in seinem autofiktionalen Roman „Lossprechung“ geschilderten Erfahrungen angesichts der Lebensdaten des Autors (* 1954) sich nicht während der Leitungszeit von Präfekt Baur ereignet haben können.